# Dvorec Dob
Dvorec Dob je nekdanji dvorec šentrupertske veje slovenskih plemičev Barbo-Waxensteinov, ki so ga v noči iz 26. na 27. december 1942 izropali in požgali slovenski partizani. S požigom dvorca Dob je neposredno povezan poboj družine predvojnega šentrupertskega župana Jožefa Mavsarja in umor družine grofice Stelle Barbo Waxenstein.
Na mestu ruševin dvorca so povojne komunistične oblasti zgradile največjo kaznilnico v Sloveniji, današnji zapor Dob.

## Zgodovina
Dvorec se je v slovenščini vedno imenoval Dob, v nemščini pa Wazenberg ali Watzenberg. Dvorec se prvič omenja v pisnih virih 14. stoletja. Lastništvo je prehajalo skozi roke rodbin z nemškimi imeni Aych, Pyrsch in Schranckler, dokler ga leta 1621 niso kupili Wazenbergi. Leta 1723 so ga prodali Francu Bernardu Lambergu, ta pa leta 1740 grofu Joštu Vajkardu Barbo Waxensteinu. Grofje Barbovi so posestvo združili s posestvom v bližnjem Rakovniku pri Šentrupertu, nakar je ostalo v lastništvu njihove rodbine do 2. svetovne vojne.

## Uničenje
V noči iz 26. na 27. december 1942 so dvorec Dob napadli slovenski partizani. V dvorcu je takrat pod zaščito grofice Stelle Barbo-Waxenstein in njenega moža Felixa Logothettija začasno prebivalo tudi 9 članov družine slovenskega župana Šentruperta, Jožefa Mavsarja, ki so se zbrali ob obhajanju Božičnih praznikov. Partizani so na mestu pobili grofico, grofa in njunega sina Deodata, grad povsem izropali in požgali, 7 članov družine Mavsar pa zajeli. Po pričevanju očividcev in zdravniške komisije, ki je pregledala mesto požiga, so partizani vseh 7 zajetih članov Mavsarjeve družine po celodnevnem mučenju še žive zažgali na grmadi.
Po koncu vojne je bila na mestu dvorca zgrajena največja kaznilnica v Sloveniji, današnji zapor Dob. Izgradnja se je pričela leta 1957; prvi zaporniki so v poslopju kazni začeli prestajati leta 1959.